# Demetra Plakas
Demetra "Dee" Plakas (9 de novembro de 1960, Chicago, Illinois) é uma musicista americana, mais conhecida por ser a baterista da banda de rock L7.

## Bandas iniciais
Plakas juntou-se a uma banda punk chamada Problema Dogs, como baterista. Embora ela ainda tenha aprendido a tocar bateria nessa época, ela comprou um conjunto e aprendeu a tocar no porão da casa da baixista Algis Kizys.
Na cena punk próspera de Chicago, a banda tocou em shows esporádicos em lugares como espaço Place e O'Banion, abrindo para o The Bangles, no The Metro. Eles lançaram um single, "City Hall/ You Are The Knife", Após a saída de Kižys em 1982. A banda passou por várias mudanças de formação, a formação original Plakas, Rick Radtke e John Connors se reuniu em Los Angeles, com o título de Pirate Radio.

## L7
Em 1987 Plakas juntou-se ao grupo de rock L7, que a parti dai, lançou seis álbuns de estúdio, como Bricks Are Heavy de 1992, incluindo o single Pretend We're Dead.
Em 1993, Dee e sua companheira de banda L7 Jennifer Finch, como músicos de suportado para o músico japonês hide, em uma série de performances de TV, Também apareceram no vídeo promocional da canção "Doubt".
O grupo se desfez em 2001, mas se reuniu novamente em 2014.

## Rifa sexual
Plakas se tornou mais famosa, por um polemico sorteio entre os fãs ingleses da banda L7 em 2000, no qual o vencedor passaria uma noite com a baterista Dee Plakas, De acordo com as palavras dela: "não somos hipócritas, Rock'N'Roll é prostituição, queremos dar aos nossos fãs mais do que eles merecem".

## Outros projetos
Durante o hiato do L7, Plakas passou a tocar apenas em projetos com a ex-integrante do L7, Donita Sparks. Mais tarde, ela se casou com Kirk Canning, que tocou violoncelo em Nevermind do Nirvana, e moraram em Santa Monica.